# Глава Генерального штаба Барбадоса
Глава Генерального штаба Барбадоса — глава Вооружённых сил Барбадоса и старший советник по вопросам обороны премьер-министра Барбадоса, который также является председателем Совета обороны и министром национальной безопасности.
Глава Генерального штаба (а именно Редьярд Льюис) лишь однажды руководил реальными боевыми действиями, а именно возглавлял барбадосский контингент в ходе вторжения США на Гренаду; войска сыграли значительную роль в установлении оккупационного режима, и по некоторым свидетельствам проявляли «особую жестокость».
С 1 февраля 2017 этот пост занимает полковник Глайн Синатра Граннум.

## Офис
Офис, то есть Генеральный штаб (COS), отвечает за общий административный и оперативный контроль над вооружёнными силами Барбадоса, включающими пехотные подразделения, береговую охрану и кадетский корпус. Базируется в Форт-Сент-Анн-Гарнизон, район Сент-Мишель.

## Список
| Номер п/п | Имя                             | Оригинал имени        | Дата вступления в должность | Дата окончания полномочий | Источник    |
| --------- | ------------------------------- | --------------------- | --------------------------- | ------------------------- | ----------- |
| 1         | Полковник Леонард Бэнфилд       | Leonard Banfield      | 15 августа 1979             | 1980                      | [ 3 ]       |
| 2         | Бригадный генерал Редьярд Льюис | Rudyard Lewis         | 1980                        | 1999                      | [ 3 ]       |
| 3         | Полковник Дейтон Мейнард        | Deighton Maynard      | 1999                        | Сентябрь 2003             | [ 3 ]       |
| 4         | Полковник Элвин Куинтин         | Alvin Quintyne        | Сентябрь 2003               | 1 февраля 2017            | [ 3 ] [ 2 ] |
| 5         | Полковник Глайн Синатра Граннум | Glyne Sinatra Grannum | 1 февраля 2017              | н. в.                     | [ 2 ]       |